# Credit Lyonnais Building
Credit Lyonnais Building este o clădire ce se află în New York City.

## Legături externe
- Emporis
- Skyscraperpage